# 瀬戸内ムーンライト・セレナーデ
『瀬戸内ムーンライト・セレナーデ』（せとうちムーンライト・セレナーデ）は、1997年制作の日本映画。
阿久悠原作の小説「飢餓旅行」を篠田正浩監督が映画化。『瀬戸内少年野球団』、『少年時代』に続く、篠田正浩の「少年三部作」の第三作目。
第7回日本映画批評家大賞作品賞受賞。第47回ベルリン国際映画祭コンペティション部門正式出品作品。
吉川ひなのの映画デビュー作品であり、第52回スポニチグランプリ新人賞および第21回日本アカデミー賞新人俳優賞を受賞した。フランキー堺はこれが遺作となった。
また、スタッフでは池谷仙克が第21回日本アカデミー賞最優秀美術賞を受賞した。

## あらすじ
恩田圭太は阪神大震災のニュースを見ながら、ふと自分の少年時代の事を回想する。
終戦直後の昭和20年、圭太の一家は駐在をしていた父・幸吉の都合で淡路島に住んでいた。幸吉は戦死した長男・忠夫の遺骨を故郷・宮崎の寺に納骨するため、妻と圭太を含む3人の子供を連れて旅に出た。
神戸から別府に船で、さらに汽車で宮崎に向かう途上、次男の幸司と空襲で親を亡くし九州の親戚のもとに向かう少女・雪子との淡い恋物語や、闇屋、戦争未亡人のパンパン、GHQにチャンバラの上映を禁止された活動弁士、弁士の助手を務める孤児、サーカス団員、復員兵、教え子を戦場に送り出したことに苦悩する校長など、戦争に翻弄されながらも戦後の混乱期を懸命に生きる様々な人たちとの出会いが、ノスタルジックな風景の中に展開されてゆく。

## キャスト
- 恩田圭太（成人）・恩田幸吉（二役）：長塚京三
- 恩田圭太（少年時代）：笠原秀幸
- 恩田幸司：鳥羽潤
- 恩田ふじ：岩下志麻
- 水上雪子：吉川ひなの
- 小町さん：羽田美智子
- 鳥打ちさん：高田純次
- 復員さん：永澤俊矢
- 恩田秀子：河内沙友里
- 巡回さん：火野正平
- 校長さん：河原崎長一郎
- 怪人さん：麿赤児
- 通訳：津村鷹志
- 博打打ちの女：余貴美子
- 写真屋：フランキー堺
- 写真屋の助手：西村雅彦
- 骸骨を抱いた兵士：竹中直人
- 街頭演説の女：富沢亜古
- リリー：水野日南子
- 巡回さんの助手：内山眞人
- 旅館の女将：長坂しほり
- 不良団の首領：高良陽一
- 浜田晃
- シェリー・スゥエニー
- 客船係：大森南朋

## 撮影場所・協力
横浜市、福山市、尾道市、沼隈町、島田市、金谷町、神戸駅、近江八幡市、梅小路蒸気機関車館、氷川丸マリンタワー（現横浜マリンタワー）、大井川鉄道、NKK福山製鉄所（現JFEスチール西日本製鉄所）、旧大社駅、京都八千代館、根津神社、大津プリンスホテル、パレスホテル掛川、出雲大社前竹野屋、福山自動車時計博物館